# Placeta de la Font (Banyoles)
La Placeta de la Font és una plaça pública de Banyoles (Pla de l'Estany) inclosa a l'Inventari del Patrimoni Arquitectònic de Catalunya.

## Descripció
La placeta presenta una forma triangular. La seva zona central té el perímetre enjardinat i arbres, mentre en un dels costats emergeix una font del segle xix sense massa interès artístic. La singularitat d'aquest lloc la conformen els edificis que delimiten l'espai de la placeta, en la seva majoria, preexistents a ella mateixa en la forma que avui la contemplem. Entre ells destaca especialment la Pia Almoina, construcció baix-medieval (segle XIII-XIV) amb arcs de mig punt, un pati i galeria gòtica del segle xiv. També assenyalem l'arquitectura de la banda de ponent, amb baixos porticats -antigament oberts i públics-, i finestrals ben tallats de finals del segle xvi. És una habitatge que ha estat rehabilitat modernament.

## Història
Les primeres referències que tenim d'aquest espai urbà es remunten al segle xvi, quan era conegut com a pl. Mitjana per la seva situació entre les places de la vila Vella i de la vila Nova. Des d'inicis segle xviii s'anomenà indistintament pl. de la Vila -per estar ubicada a la Casa de la Vila a l'edifici del a Pia Almoina- i pl. de la Font -per la font construïda a la part exterior d'aquest mateix edifici l'any 1636-. La font actual, situada a l'extrem de la placeta, és una obra de finals segle xix.